# Parafia św. Antoniego w Luboszycach
Parafia św. Antoniego – rzymskokatolicka parafia położona przy ulicy Kościelnej 4 w Luboszycach. Parafia należy do dekanatu Siołkowice w diecezji opolskiej.

## Historia parafii
Parafia została erygowana 1 listopada 1924 roku, przez wyłączenie z parafii Podwyższenia Krzyża Świętego w Opolu. W 1985 roku wyodrębniono z niej parafię św. Floriana w Zawadzie. Kościół parafialny został wybudowany w stylu romańskim, w latach 1918–1920, konsekrowany w 1922 roku.
Proboszczem parafii jest ks. Grzegorz Kublin.

## Zasięg parafii
Do parafii należy 1720 wiernych z miejscowości: Luboszyce, Biadacz i Kępa.

### Inne kościoły, kaplice i domy zakonne
- Dom zakonny Zgromadzenia Sióstr Franciszkanek Matki Bożej Nieustającej Pomocy w Luboszycach,
- Kaplica w klasztorze Sióstr Franciszkanek MB Nieustającej Pomocy.

### Szkoły i przedszkola
- Publiczne Gimnazjum w Biadaczu,
- Publiczna Szkoła Podstawowa w Luboszycach,
- Publiczne Przedszkole w Kępie,
- Publiczne Przedszkole Kolorowa Zebra w Biadaczu,
- Przyzakonne Przedszkole Sióstr Franciszkanek MB Nieustającej Pomocy w Luboszycach[3].

### Proboszczowie po 1945 roku
- ks. Alojzy Sowa,
- ks. Feliks Swider,
- ks. Stefan Kucharczyk,
- ks. Jan Surdziel,
- ks. Józef Onyśków,
- ks. Marian Obruśnik,
- ks. Grzegorz Kublin.

### Wikariusze po 1945 roku
- ks. Emil Gruszka,
- ks. Edward Kucharz,
- ks. Alfons Muszalik,
- ks. Paweł Skora,
- ks. Joachim Kroll[2].